# Chrysonotomyia appannai
Chrysonotomyia appannai is een vliesvleugelig insect uit de familie Eulophidae. De wetenschappelijke naam is voor het eerst geldig gepubliceerd in 1953 door Chandy Kurian.